# Józef Pińkowski
Józef Pińkowski (Siedlce, 17 d'abril de 1929 - Varsòvia, 8 de novembre de 2000) va ser un estadista polonès. Va ser primer ministre de setembre de 1980 a febrer de 1981, substituint Edward Babiuch.

## Biografia
Va estudiar economia i el 1971 va formar part del comitè central del Partit Obrer Unificat Polonès (POUP). Del 1971 al 1974 va ser vicepresident de la comissió de planificació del govern. Va ser nomenat primer ministre el 24 d'agost de 1980. El 30 d’octubre de 1980 convocats a Moscou amb Stanisław Kania (primer secretari de la POUP) reben com a instruccions a "capgirar la marea dels esdeveniments" pel que fa a l'auge del sindicat Solidarnosc. El 9 de febrer de 1981 després de cinc mesos de manifestacions i un creixent malestar social, fou substituït pel general Wojciech Jaruzelski.
És elegit diputat a la Dieta de la República de Polònia de 1969 a 1972 i després de 1980 a 1985.